# Peter Iver Johannsen
Peter Iver Johannsen (* 29. Dezember 1943 in Flensburg; † 3. März 2024) war von 1973 bis 2008 Generalsekretär des Bundes Deutscher Nordschleswiger, der Dachorganisation der deutschen Minderheit in Dänemark.

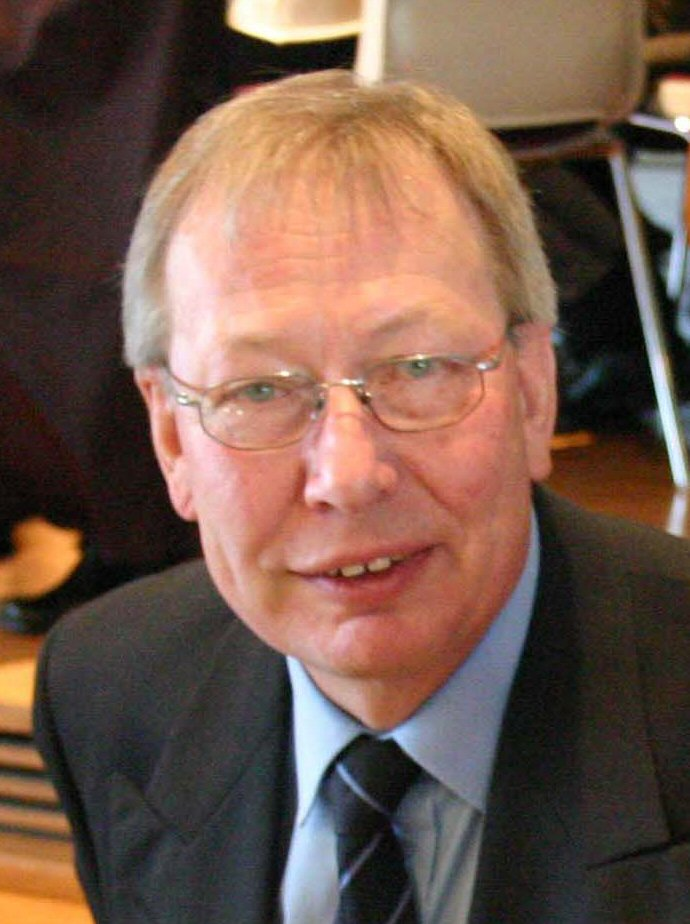
Peter Iver Johannsen 2003

## Leben und Beruf
Peter Iver Johannsen absolvierte nach bestandenem Abitur am Alten Gymnasium Flensburg und einer praktischen Landwirtschaftsausbildung ein Studium zum Diplom-Landwirt in Kiel und Kopenhagen, das er 1969 in Kopenhagen mit dem Staatsexamen abschloss. Von 1969 bis 1971 arbeitete Johannsen als Referent beim Zentralverband der dänischen Genossenschaftsschlachtereien in Kopenhagen und von 1971 bis 1973 als Berater beim Landwirtschaftlichen Hauptverein für Nordschleswig in Apenrade.
Von 1973 bis 2008 war Johannsen Generalsekretär des Bundes deutscher Nordschleswiger (Dachorganisation der deutschen Volksgruppe in Nordschleswig). Er war Vorsitzender des Verwaltungsrates des Vereines für deutsche Kulturbeziehungen im Ausland (VDA) und Vorsitzender des Kuratoriums der Gemeinnützigen Hermann-Niermann-Stiftung.
Höhepunkte seiner Amtszeit als Generalsekretär waren die Einrichtung des Sekretariats der Deutschen Volksgruppe bei Regierung und Folketing („Volksrat“; dänisches Parlament) 1983, die Besuche von Königin Margrethe II. 1986, der Bundespräsidenten Walter Scheel 1979, Richard von Weizsäcker 1989, und Roman Herzog 1998 zusammen mit dem dänischen Königspaar sowie der Besuche von Prinz Joachim und Prinzessin Alexandra 1997, der Staatsbesuch von Bundespräsident Johannes Rau 2001, im Juli 1995 auf Düppel/Dybbøl die Teilnahme an der Feier der 75-jährigen Zugehörigkeit Nordschleswigs zu Dänemark, mit der der endgültige Durchbruch zur Gleichwertigkeit von Minderheit und Mehrheit in Dänemark gelang, die 50-Jahr-Feier der Bonn-Kopenhagener Erklärungen 2005 unter Teilnahme von Bundeskanzler Gerhard Schröder und Staatsminister Anders Fogh Rasmussen in Sonderburg (Sønderborg) und der Besuch des damaligen dänischen Kronprinzenpaares Frederik und Mary 2008.

## Auszeichnungen

### Orden
- Bundesverdienstkreuz 1. Klasse
- Ritter des dänischen Dannebrogordens
- 2009 Großes Verdienstkreuz des Verdienstordens der Bundesrepublik Deutschland

## Schriften
- Herausgeber der Publikation „Grenzland“ 1973–2008
- Artikel in vielen Publikationen über die Deutsche Minderheit in Dänemark